# Allerheiligenbach
Der Allerheiligenbach ist ein Nebenfluss des Pölsflusses und gehört damit zum Flusssystem der Donau. Er durchfließt den Allerheiligengraben und mündet bei Paßhammer in den Pölsfluss.